# Тарасовка (Калужская область)
Тарасовка — деревня в Юхновском районе Калужской области России. Входит в состав сельского поселения «Село Климов Завод».

## География
Расположена на правобережье реки Угра в 24 км от Юхнова, на территории национального парка «Угра». К югу от деревни протекает река Собжа.

## Население
| 2002 | 2010 |
| ---- | ---- |
| 0    | →0   |